# 송도고등보통학교 정구단
송도고등보통학교 정구단(松都高等普通學校庭球團)은 일제강점기 조선 경기도 개성군에 있었던 정구 선수단이다. 송도고등보통학교가 운영했던 U-18 정구단이며, 1921년 이전에 창단되었고 1938년 이후에 해단되었다.

## 시즌별 성적
| 시즌 | 대회                     | 종목      | 참가 | 경기 | 승 | 무 | 패 | 순위 |
| ---- | ------------------------ | --------- | ---- | ---- | -- | -- | -- | ---- |
| 1921 | 전국체육대회 정구 중학부 | 남자 단체 | 8    | 3    | 3  | 0  | 0  | 우승 |
| 1922 | 전국체육대회 정구 중학부 | 남자 단체 | 7    | 2    | 2  | 0  | 0  | 우승 |
| 1923 | 전국체육대회 정구 중학부 | 남자 단체 | 6    | 1    | 0  | 0  | 1  | 4강  |
| 1924 | 전국체육대회 정구 중학부 | 남자 단체 | 9    | 3    | 3  | 0  | 0  | 우승 |

## 수상 기록
| 시즌 | 대회                     | 수상 |
| ---- | ------------------------ | ---- |
| 1921 | 전국체육대회 정구 중학부 | 우승 |
| 1922 | 전국체육대회 정구 중학부 | 우승 |
| 1924 | 전국체육대회 정구 중학부 | 우승 |

## 참고 문헌
- “스포츠지원포털 등록 현황”. 대한체육회.
- “대한체육회 국내종합경기대회”. 대한체육회.
- 《대한체육회 50년》. 대한체육회. 1970. 2020년 11월 8일에 원본 문서에서 보존된 문서. 2022년 11월 5일에 확인함.
- 《대한체육회 70년사》. 대한체육회. 1990. 2020년 11월 8일에 원본 문서에서 보존된 문서. 2022년 11월 5일에 확인함.
- 《대한체육회 90년사》. 대한체육회. 2011. 2020년 11월 8일에 원본 문서에서 보존된 문서. 2022년 11월 5일에 확인함.
- 대한체육회 100주년 기념사업부 (2020). 《대한민국 체육 100년》. 대한체육회.

## 같이 보기
- 송도고등학교
- 송도고등보통학교 야구단
- 송도고등보통학교 축구단